# دلرون باکلی
دلرون باکلی (انگلیسی: Delron Buckley؛ زادهٔ ۷ دسامبر ۱۹۷۷) یک بازیکن فوتبال اهل آفریقای جنوبی است.
از باشگاه‌هایی که در آن بازی کرده‌است می‌توان به بازل، دورتموند، آرمینیا بیله‌فلد، بوخوم و کارلسروهه اشاره کرد.
وی همچنین در تیم ملی فوتبال آفریقای جنوبی بازی کرده و در دو جام جهانی 1998 و 2002 به میدان رفته است.